# Baarle-Hertog
Baarle-Hertog (en francés Baerle-Duc) es un municipio localizado en la provincia belga de Amberes. La municipalidad comprende la ciudad de Baarle-Hertog. Al 1 de enero de 2018, la ciudad tenía una población de 2760 habitantes. El área total es de 7,48 km² con una densidad de población de 368,99 habitantes por km².
Baarle-Hertog posee complicadas fronteras con Baarle-Nassau en los Países Bajos. En total, consiste en 24 partes separadas de tierra. Aparte de la parte principal (llamada Zondereigen), localizada al norte de la ciudad belga de Merksplas, hay veinte exclaves en los Países Bajos, y otros tres en la frontera belga-neerlandesa. También hay siete exclaves neerlandeses dentro de los exclaves belgas. Seis de ellos están localizados en el mayor y el séptimo en el segundo mayor. Un octavo exclave neerlandés está en Zondereigen. 
La frontera es tan complicada que algunas casas están divididas entre los dos países. Hubo un tiempo en que se acordaron leyes neerlandesas con los restaurantes para cerrar temprano. Para algunos restaurantes en la frontera eso significa que los clientes tienen que cambiar sus mesas al lado belga.
La situación de Baarle-Nassau/Baarle-Hertog es uno de los muy pocos casos en el mundo de metaenclave, un enclave dentro de otro enclave. Si bien la situación es muy poco común, Baarle-Nassau/Baarle-Hertog no es el único enclave del mundo rodeado por otro enclave; Nahwa (Emiratos Árabes Unidos) está incrustado en el enclave Madha de Omán, que a su vez está rodeado por territorio de Emiratos Árabes Unidos.

## Historia
La villa perteneció al Ducado de Brabante, incluido en los Países Bajos de los Habsburgo en 1482, el Tratado de Münster la mantuvo en los Países Bajos Españoles.
En 1830 pasó a ser parte de Bélgica.

## Demografía

### Evolución
Todos los datos históricos relativos al actual municipio, el siguiente gráfico refleja su evolución demográfica.

Baarle-Hertog en amarillo y Baarle-Nassau en color más claro.

| Gráfica de evolución demográfica de Baarle-Hertog entre 1846 y 2020 |
|                                                                     |